# Denver Nuggets 2008-2009
La stagione 2008-09 dei Denver Nuggets fu la 33ª nella NBA per la franchigia.
I Denver Nuggets vinsero la Northwest Division della Western Conference con un record di 54-28. Nei play-off vinsero il primo turno con i New Orleans Hornets (4-1), la semifinale di conference con i Dallas Mavericks (4-1), perdendo poi la finale di conference con i Los Angeles Lakers (4-2).

## Roster
| N° | Naz.                   | Ruolo | Sportivo         | Anno | Alt. | Peso |
| -- | ---------------------- | ----- | ---------------- | ---- | ---- | ---- |
| 1  | Stati Uniti (bandiera) | G     | J.R. Smith       | 1985 | 198  | 100  |
| 3  | Stati Uniti (bandiera) | G     | Allen Iverson    | 1975 | 183  | 75   |
| 4  | Stati Uniti (bandiera) | A     | Kenyon Martin    | 1977 | 206  | 106  |
| 5  | Stati Uniti (bandiera) | A     | Juwan Howard     | 1973 | 206  | 109  |
| 6  | Stati Uniti (bandiera) | G     | Jason Hart       | 1978 | 191  | 84   |
| 7  | Stati Uniti (bandiera) | G     | Chauncey Billups | 1976 | 191  | 92   |
| 11 | Stati Uniti (bandiera) | A     | Chris Andersen   | 1978 | 208  | 104  |
| 12 | Stati Uniti (bandiera) | G     | Chucky Atkins    | 1974 | 180  | 75   |
| 13 | Stati Uniti (bandiera) | G     | Sonny Weems      | 1986 | 198  | 92   |
| 15 | Stati Uniti (bandiera) | A     | Carmelo Anthony  | 1984 | 203  | 104  |
| 25 | Stati Uniti (bandiera) | G     | Anthony Carter   | 1975 | 185  | 86   |
| 27 | Francia (bandiera)     | C     | Johan Petro      | 1986 | 213  | 112  |
| 30 | Stati Uniti (bandiera) | G     | Dahntay Jones    | 1980 | 198  | 95   |
| 31 | Brasile (bandiera)     | AC    | Nenê Hilário     | 1982 | 211  | 122  |
| 32 | Stati Uniti (bandiera) | A     | Renaldo Balkman  | 1984 | 203  | 94   |
| 35 | Senegal (bandiera)     | C     | Cheikh Samb      | 1984 | 216  | 111  |
| 43 | Lituania (bandiera)    | A     | Linas Kleiza     | 1985 | 203  | 111  |

## Staff tecnico
- Allenatore: George Karl
- Vice-allenatori: Adrian Dantley, Tim Grgurich, John Welch, Stacey Augmon, Chad Iske, Larry Mangino, Jamahl Mosley
- Preparatore atletico: Jim Gillen